# Поротникова (Абатський район)
Поро́тникова (рос. Поротникова) — присілок у складі Абатського району Тюменської області, Росія.
Населення — 14 осіб (2010, 32 у 2002).
Національний склад станом на 2002 рік:
- росіяни — 100 %